# 决心的众使者
决心的众使者 (阿拉伯语：‎)，又名五大先知，是古兰经中的真主坚强和耐心的派遣使者。决心的众使者有五个，他们是努哈，易卜拉欣，穆萨，尔撒和穆罕默德。